# Salacia fraseri
Salacia fraseri is een hydroïdpoliep uit de familie Sertulariidae. De poliep komt uit het geslacht Salacia. Salacia fraseri werd in 1991 voor het eerst wetenschappelijk beschreven door Calder. 